# Premiul Oscar pentru cea mai bună actriță
Premiul Oscar pentru cea mai bună actriță este unul dintre premiile acordate actrițelor care lucrează în industria filmului în cadrul ceremoniei Premiilor Oscar. Premiul este acordat de Academy of Motion Picture Arts and Sciences; nominalizările sunt făcute de membrii Academiei care sunt actori și actrițe. 
Premiul se decernează anual începând cu 1929 pentru filmul din anul 1928. În tabelul de mai jos apar anii pentru care s-a acordat Premiul Oscar (ceremonia a avut loc în anul următor).

### Anii 1920
| Pentru anul | Portret actor | Câștigător                                                                                      | Nominalizați |
| ----------- | ------------- | ----------------------------------------------------------------------------------------------- | --- |
| 1927/28     |               | Janet Gaynor – Seventh Heaven Diane – Street Angel Angela – Sunrise: A Song of Two Humans Indre | Louise Dresser – A Ship Comes In – Mrs. Pleznik Gloria Swanson – Sadie Thompson – Sadie Thompson |
| 1928/29     |               | Mary Pickford – Coquette Norma Besant                                                           | Ruth Chatterton – Madame X – Jacqueline Floriot Betty Compson – The Barker – Carrie Jeanne Eagels (nominalizare postumă) – The Letter – Leslie Crosbie Corinne Griffith – The Divine Lady – Emma Hamilton Bessie Love – The Broadway Melody – Hank Mahoney |

### Anii 1930
| Pentru anul | Portret actor | Câștigător                                                    | Nominalizați |
| ----------- | ------------- | ------------------------------------------------------------- | --- |
| 1929/30     |               | Norma Shearer – The Divorcee Jerry Bernard Martin             | Nancy Carroll – The Devil's Holiday – Hallie Hobart Ruth Chatterton – Sarah and Son – Sarah Storm Greta Garbo – Anna Christie – Anna Christie Greta Garbo – Romance – Madame Rita Cavallini Norma Shearer – Their Own Desire – Lucia 'Lally' Marlett Gloria Swanson – The Trespasser – Marion Donnell |
| 1930/31     |               | Marie Dressler – Min and Bill Min Divot, Innkeeper            | Marlene Dietrich – Morocco – Mademoiselle Amy Jolly Irene Dunne – Cimarron – Sabra Cravat Ann Harding – Holiday – Linda Seton Norma Shearer – Prizoniera dragostei – Jan Ashe |
| 1931/32     |               | Helen Hayes – The Sin of Madelon Claudet Madelon Claudet      | Marie Dressler – Emma – Emma Thatcher Smith Lynn Fontanne – The Guardsman – actrița |
| 1932/33     |               | Katharine Hepburn – Morning Glory Eva Lovelace                | May Robson – Lady for a Day – Apple Annie Diana Wynyard – Cavalcada – Jane Marryot |
| 1934        |               | Claudette Colbert – S-a întâmplat într-o noapte Ellie Andrews | Grace Moore – One Night of Love – Mary Barrett Norma Shearer – The Barretts of Wimpole Street – Elizabeth Barrett Bette Davis – Of Human Bondage – Mildred Rogers |
| 1935        |               | Bette Davis – Dangerous Joyce Heath                           | Elisabeth Bergner – Escape Me Never – Gemma Jones Claudette Colbert – Private Worlds – dr. Jane Everest Katharine Hepburn – Alice Adams – Alice Adams Miriam Hopkins – Becky Sharp – Becky Sharp Merle Oberon – The Dark Angel – Kitty Vane                                                           |
| 1936        |               | Luise Rainer – Marele Ziegfeld Anna Held                      | Irene Dunne – Theodora Goes Wild – Theodora Lynn Gladys George – Valiant Is the Word for Carrie – Carrie Snyder Carole Lombard – My Man Godfrey – Irene Bullock Norma Shearer – Romeo and Juliet – Julieta Capulet                                                                                    |
| 1937        |               | Luise Rainer – The Good Earth O-Lan                           | Irene Dunne – The Awful Truth – Lucy Warriner Greta Garbo – Camille – Marguerite Gautier Janet Gaynor – A Star Is Born – Esther Victoria Blodgett, aka Vicki Lester Barbara Stanwyck – Stella Dallas – Stella Martin Dallas                                                                           |
| 1938        |               | Bette Davis – Jezebel Julie Marsden                           | Fay Bainter – White Banners – Hannah Parmalee Wendy Hiller – Pygmalion – Eliza Doolittle Norma Shearer – Marie Antoinette – Maria Antoaneta Margaret Sullavan – Three Comrades – Patricia 'Pat' Hollmann                                                                                              |
| 1939        |               | Vivien Leigh – Pe aripile vântului Scarlett O'Hara            | Bette Davis – Dark Victory – Judith Traherne Irene Dunne – Love Affair – Terry McKay Greta Garbo – Ninotchka – Nina Yakushova 'Ninotchka' Ivanoff Greer Garson – Goodbye, Mr. Chips – Katherine |

### Anii 1940
| Pentru anul | Portret actor | Câștigător                                                    | Nominalizați |
| ----------- | ------------- | ------------------------------------------------------------- | --- |
| 1940        |               | Ginger Rogers – Kitty Foyle                                   | Bette Davis – The Letter – Leslie Crosbie Joan Fontaine – Rebecca – Mrs. de Winter Katharine Hepburn – The Philadelphia Story – Tracy Lord Martha Scott – Our Town – Emily Webb                                                  |
| 1941        |               | Joan Fontaine – Suspicion Lina McLaidlaw Aysgarth             | Bette Davis – The Little Foxes – Regina Giddens Olivia de Havilland – Hold Back the Dawn – Emmy Brown Greer Garson – Blossoms in the Dust – Edna Gladney Barbara Stanwyck – Ball of Fire – Katherine 'Sugarpuss' O'Shea          |
| 1942        |               | Greer Garson – D-na Miniver Kay Miniver                       | Bette Davis – Now, Voyager – Charlotte Vale Katharine Hepburn – Woman of the Year – Tess Harding Rosalind Russell – My Sister Eileen – Ruth Sherwood Teresa Wright – The Pride of the Yankees – Eleanor Twitchell Gehrig         |
| 1943        |               | Jennifer Jones – Cântecul Bernadettei Bernadette Soubirous    | Jean Arthur – The More the Merrier – Constance "Connie" Milligan Ingrid Bergman – For Whom the Bell Tolls – María Joan Fontaine – The Constant Nymph – Tessa Sanger Greer Garson – Madame Curie – Marie Curie                    |
| 1944        |               | Ingrid Bergman – Gaslight Paula Alquist Anton                 | Claudette Colbert – Since You Went Away – Anne Hilton Bette Davis – Mr. Skeffington – Fanny Trellis Greer Garson – Mrs. Parkington – Susie 'Sparrow' Parkington Barbara Stanwyck – Double Indemnity – Phyllis Dietrichson        |
| 1945        |               | Joan Crawford – Mildred Pierce Mildred Pierce Beragon         | Ingrid Bergman – The Bells of St. Mary's – Mary Benedict Greer Garson – The Valley of Decision – Mary Rafferty Jennifer Jones – Love Letters – Singleton Gene Tierney – Leave Her to Heaven – Ellen Berent Harland               |
| 1946        |               | Olivia de Havilland – To Each His Own Josephine 'Jody' Norris | Celia Johnson – Scurtă întâlnire – Laura Jesson Jennifer Jones – Duel in the Sun – Pearl Chavez Rosalind Russell – Sister Kenny – Elizabeth Kenny Jane Wyman – The Yearling – Orry Baxter                                        |
| 1947        |               | Loretta Young – The Farmer's Daughter Katie Holstrom          | Joan Crawford – Possessed – Louise Howell Susan Hayward – Smash-Up, the Story of a Woman – Angelica Evans Conway Dorothy McGuire – Pe cuvânt de onoare – Kathy Lacy Rosalind Russell – Mourning Becomes Electra – Lavinia Mannon |
| 1948        |               | Jane Wyman – Johnny Belinda Belinda McDonald                  | Ingrid Bergman – Joan of Arc – Ioana d'Arc Olivia de Havilland – The Snake Pit – Virginia Stuart Cunningham Irene Dunne – I Remember Mama – Martha Hanson Barbara Stanwyck – Sorry, Wrong Number – Leona Stevenson               |
| 1949        |               | Olivia de Havilland – The Heiress Catherine Sloper            | Jeanne Crain – Pinky – Patricia 'Pinky' Johnson Susan Hayward – My Foolish Heart – Eloise Winters Deborah Kerr – Edward, My Son – Evelyn Boult Loretta Young – Come to the Stable – sora Margaret                                |

### Anii 1950
| Pentru anul | Portret actor | Câștigător                                                            | Nominalizați |
| ----------- | ------------- | --------------------------------------------------------------------- | --- |
| 1950        |               | Judy Holliday – Born Yesterday Emma 'Billie' Dawn                     | Anne Baxter – Totul despre Eva – Eve Harrington Bette Davis – Totul despre Eva – Margo Channing Eleanor Parker – Caged – Marie Allen Gloria Swanson – Bulevardul amurgului – Norma Desmond                                            |
| 1951        |               | Vivien Leigh – Un tramvai numit dorință Blanche DuBois                | Katharine Hepburn – Regina africană – Rose Sayer Eleanor Parker – Detective Story – Mary McLeod Shelley Winters – A Place in the Sun – Alice Tripp Jane Wyman – The Blue Veil – Louise Mason                                          |
| 1952        |               | Shirley Booth – Come Back, Little Sheba Lola Delaney                  | Joan Crawford – Sudden Fear – Myra Hudson Bette Davis – The Star – Margaret Elliot Julie Harris – The Member of the Wedding – Frances 'Frankie' Addams Susan Hayward – With a Song in My Heart – Jane Froman                          |
| 1953        |               | Audrey Hepburn – Roman Holiday Prințesa Ann                           | Leslie Caron – Lili – Lili Daurier Ava Gardner – Mogambo – Eloise "Honey Bear" Kelly Deborah Kerr – De aici în eternitate – Karen Holmes Maggie McNamara – The Moon Is Blue – Patty O'Neill                                           |
| 1954        |               | Grace Kelly – The Country Girl Georgie Elgin                          | Dorothy Dandridge – Carmen Jones – Carmen Jones Judy Garland – A Star Is Born – Vicki Lester / Esther Blodgett Audrey Hepburn – Sabrina – Sabrina Fairchild Jane Wyman – Magnificent Obsession – Helen Phillips                       |
| 1955        |               | Anna Magnani – The Rose Tattoo Serafina Delle Rose                    | Susan Hayward – I'll Cry Tomorrow – Lillian Roth Katharine Hepburn – Summertime – Jane Hudson Jennifer Jones – Love Is a Many-Splendored Thing – dr. Han Suyin Eleanor Parker – Interrupted Melody – Marjorie 'Margie' Lawrence       |
| 1956        |               | Ingrid Bergman – Anastasia Anna Koreff / Anastasia                    | Carroll Baker – Baby Doll – Baby Doll Meighan Katharine Hepburn – The Rainmaker – Lizzie Curry Nancy Kelly – The Bad Seed – Christine Penmark Deborah Kerr – The King and I – Anna Leonowens                                          |
| 1957        |               | Joanne Woodward – The Three Faces of Eve Eve White / Eve Black / Jane | Deborah Kerr – Heaven Knows, Mr. Allison – sora Angela Anna Magnani – Wild Is the Wind – Gioia Elizabeth Taylor – Raintree County – Susanna Drake Lana Turner – Peyton Place – Constance MacKenzie                                    |
| 1958        |               | Susan Hayward – I Want to Live! Barbara Graham                        | Deborah Kerr – Separate Tables – Sibyl Railton-Bell Shirley MacLaine – Some Came Running – Ginnie Moorehead Rosalind Russell – Auntie Mame – Mame Dennis Elizabeth Taylor – Cat on a Hot Tin Roof – Margaret 'Maggie the Cat' Pollitt |
| 1959        |               | Simone Signoret – Room at the Top Alice Aisgill                       | Doris Day – Pillow Talk – Jan Morrow Audrey Hepburn – The Nun's Story – sora Luke (Gabrielle van der Mal) Katharine Hepburn – Suddenly, Last Summer – Violet Venable Elizabeth Taylor – Suddenly, Last Summer – Catherine Holly       |

### Anii 1960
| Pentru anul | Portret actor                                               | Câștigător                                                     | Nominalizați |
| ----------- | ----------------------------------------------------------- | -------------------------------------------------------------- | --- |
| 1960        |                                                             | Elizabeth Taylor – BUtterfield 8 Gloria Wandrous               | Greer Garson – Sunrise at Campobello – Eleanor Roosevelt Deborah Kerr – The Sundowners – Ida Carmody Shirley MacLaine – Apartamentul – Fran Kubelik Melina Mercouri – Never on Sunday – Ilya                                                               |
| 1961        |                                                             | Sophia Loren – Ciociara Cesira                                 | Audrey Hepburn – Micul dejun la Tiffany – Holly Golightly Piper Laurie – Escrocul – Sarah Packard Geraldine Page – Summer and Smoke – Alma Winemiller Natalie Wood – Splendoare în iarbă – Wilma Dean 'Deanie' Loomis                                      |
| 1962        |                                                             | Anne Bancroft – The Miracle Worker Annie Sullivan              | Bette Davis – Ce s-a întâmplat cu Baby Jane? – Baby Jane Hudson Katharine Hepburn – Long Day's Journey Into Night – Mary Tyrone Geraldine Page – Dulcea pasăre a tinereții – Alexandra Del Lago Lee Remick – Days of Wine and Roses – Kirsten Arnesen Clay |
| 1963        |                                                             | Patricia Neal – Hud Alma Brown                                 | Leslie Caron – The L-Shaped Room – Jane Fossett Shirley MacLaine – Irma la Douce – Irma la Douce Rachel Roberts – Viața sportivă – Margaret Hammond Natalie Wood – Love with the Proper Stranger – Angie Rossini                                           |
| 1964        |                                                             | Julie Andrews – Mary Poppins                                   | Anne Bancroft – The Pumpkin Eater – Jo Armitage Sophia Loren – Marriage Italian-Style – Filumena Marturano Debbie Reynolds – The Unsinkable Molly Brown – Molly Brown Kim Stanley – Séance on a Wet Afternoon – Myra Savage                                |
| 1965        |                                                             | Julie Christie – Darling Diana Scott                           | Julie Andrews – Sunetul muzicii – Maria von Trappe Samantha Eggar – The Collector – Miranda Grey Elizabeth Hartman – A Patch of Blue – Selina D'Arcy Simone Signoret – Ship of Fools – contesa                                                             |
| 1966        |                                                             | Elizabeth Taylor – Cui i-e frică de Virginia Woolf? Martha     | Anouk Aimée – Un bărbat și o femeie – Anne Gauthier Ida Kaminska – Magazinul de pe strada mare – Rozalie Lautmann Lynn Redgrave – Georgy Girl – Georgina 'Georgy' Parkin Vanessa Redgrave – Morgan! – Leonie Delt                                          |
| 1967        |                                                             | Katharine Hepburn – Ghici cine vine la cină? Christina Drayton | Anne Bancroft – Absolventul – Mrs. Robinsone Faye Dunaway – Bonnie și Clyde – Bonnie Parker Edith Evans – The Whisperers – Maggie Ross Audrey Hepburn – Wait Until Dark – Susy Hendrix                                                                     |
| 1968        |                                                             | Barbra Streisand – Funny Girl Fanny Brice                      | Patricia Neal – The Subject was Roses – Nettie Clearyr Vanessa Redgrave – Isadora – Isadora Duncan Joanne Woodward – Rachel, Rachel – Rachel Cameron |
| 1968        | Katharine Hepburn – The Lion in Winter Eleanor de Aquitania |                                                                | Patricia Neal – The Subject was Roses – Nettie Clearyr Vanessa Redgrave – Isadora – Isadora Duncan Joanne Woodward – Rachel, Rachel – Rachel Cameron |
| 1969        |                                                             | Maggie Smith – The Prime of Miss Jean Brodie Jean Brodie       | Geneviève Bujold – Anne of the Thousand Days – Anne Boleyn Jane Fonda – They Shoot Horses, Don't They? – Gloria Beatty Liza Minnelli – The Sterile Cuckoo – Mary Ann 'Pookie' Adams Jean Simmons – The Happy Ending – Mary Wilson                          |

### Anii 1970
| Pentru anul | Portret actor | Câștigător                                                        | Nominalizați |
| ----------- | ------------- | ----------------------------------------------------------------- | --- |
| 1970        |               | Glenda Jackson – Women in Love Gudrun Brangwen                    | Jane Alexander – The Great White Hope – Eleanor Backman Ali MacGraw – Love Story – Jennifer Cavalleri Sarah Miles – Fiica lui Ryan – Rosy Ryan Carrie Snodgress – Diary of a Mad Housewife – Tina Balser                                       |
| 1971        |               | Jane Fonda – Klute Bree Daniels                                   | Julie Christie – McCabe și doamna Miller – Constance Miller Glenda Jackson – Sunday Bloody Sunday – Alex Greville Vanessa Redgrave – Maria Stuart – regina Maria Stuart Janet Suzman – Nicolae și Alexandra – împărăteasa Alexandra Feodorovna |
| 1972        |               | Liza Minnelli – Cabaret Sally Bowles                              | Diana Ross – Lady Sings the Blues – Billie Holiday Maggie Smith – Travels with My Aunt – Augusta Bertram Cicely Tyson – Sounder – Rebecca Morgan Liv Ullmann – The Emigrants – Kristina                                                        |
| 1973        |               | Glenda Jackson – A Touch of Class Vicki Allessio                  | Ellen Burstyn – Exorcistul – Chris MacNeil Marsha Mason – Cinderella Liberty – Maggie Paul Barbra Streisand – The Way We Were – Katie Morosky Joanne Woodward – Summer Wishes, Winter Dreams – Rita Walden                                     |
| 1974        |               | Ellen Burstyn – Alice nu mai locuiește aici Alice Hyatt           | Diahann Carroll – Claudine – Claudine Price Faye Dunaway – Chinatown – Evelyn Cross Mulwray Valerie Perrine – Lenny – Honey Bruce Gena Rowlands – A Woman Under the Influence – Mabel Longhetti                                                |
| 1975        |               | Louise Fletcher – Zbor deasupra unui cuib de cuci Mildred Ratched | Isabelle Adjani – The Story of Adele H. – Adèle Hugo / Adèle Lewry Ann-Margret – Tommy – Nora Walker Glenda Jackson – Hedda – Hedda Gabler Carol Kane – Hester Street – Gitl                                                                   |
| 1976        |               | Faye Dunaway – Network Diana Christensen                          | Marie-Christine Barrault – Cousin, cousine – Marthe Talia Shire – Rocky – Adrian Pennino Sissy Spacek – Carrie – Carrie White Liv Ullmann – Face to Face – dr. Jenny Isaksson                                                                  |
| 1977        |               | Diane Keaton – Annie Hall                                         | Anne Bancroft – The Turning Point – Emma Jacklin Jane Fonda – Julia – Lillian Hellman Shirley MacLaine – The Turning Point – Deedee Rodgers Marsha Mason – Adio, dar rămân cu tine – Paula McFadden                                            |
| 1978        |               | Jane Fonda – Coming Home Sally Hyde                               | Ingrid Bergman – Autumn Sonata – Charlotte Andergast Ellen Burstyn – Same Time, Next Year – Doris Jill Clayburgh – An Unmarried Woman – Erica Benton Geraldine Page – Interiors – Eve                                                          |
| 1979        |               | Sally Field – Norma Rae Norma Rae Webster                         | Jill Clayburgh – Starting Over – Marilyn Holmberg Jane Fonda – The China Syndrome – Kimberly Wells Marsha Mason – Chapter Two – Jennie MacLaine Bette Midler – The Rose – Mary Rose Foster                                                     |

### Anii 1980
| Pentru anul | Portret actor | Câștigător                                            | Nominalizați |
| ----------- | ------------- | ----------------------------------------------------- | --- |
| 1980        |               | Sissy Spacek – Coal Miner's Daughter Loretta Lynn     | Ellen Burstyn – Resurrection – Edna Mae McCauley Goldie Hawn – Private Benjamin – Judy Benjamin Mary Tyler Moore – Oameni obișnuiți – Beth Jarrett Gena Rowlands – Mr. and Mrs. Bridge – Gloria Swenson                     |
| 1981        |               | Katharine Hepburn – Pe lacul auriu Ethel Thayer       | Diane Keaton – Roșii – Louise Bryant Marsha Mason – Only When I Laugh – Georgia Hines Susan Sarandon – Atlantic City – Sally Matthews Meryl Streep – The French Lieutenant's Woman – Anna (Sara Woodruff)                   |
| 1982        |               | Meryl Streep – Alegerea Sofiei Sophie Zawistowski     | Julie Andrews – Victor Victoria – Victoria Grant Jessica Lange – Frances – Frances Farmer Sissy Spacek – Missing – Beth Horman Debra Winger – Ofițer și gentleman – Paula Pokrifki                                          |
| 1983        |               | Shirley MacLaine – Cuvinte de alint Aurora Greenway   | Jane Alexander – Testament – Carol Wetherly Meryl Streep – Silkwood – Karen Silkwood Julie Walters – Educating Rita – Rita Debra Winger – Cuvinte de alint – Emma Greenway Horton                                           |
| 1984        |               | Sally Field – Places in the Heart Edna Spalding       | Judy Davis – A Passage to India – Adela Quested Jessica Lange – Country – Jewell Ivy Vanessa Redgrave – The Bostonians – Olive Chancellor Sissy Spacek – The River – Mae Garvey                                             |
| 1985        |               | Geraldine Page – The Trip to Bountiful Carrie Watts   | Anne Bancroft – Agnes of God – Miriam Ruth Whoopi Goldberg – The Color Purple – Celie Harris Johnson Jessica Lange – Sweet Dreams – Patsy Cline Meryl Streep – Out of Africa – Karen Blixen                                 |
| 1986        |               | Marlee Matlin – Children of a Lesser God Sarah Norman | Jane Fonda – The Morning After – Alex Sternbergen Sissy Spacek – Crimes of the Heart – Babe Magrath Kathleen Turner – Peggy Sue Got Married – Peggy Sue Bodell Sigourney Weaver – Aliens – Ellen Ripley                     |
| 1987        |               | Cher – Visătorii Loretta Castorini                    | Glenn Close – Fatal Attraction – Alex Forrest Holly Hunter – Broadcast News – Jane Craig Sally Kirkland – Anna – Anna Meryl Streep – Ironweed – Helen Archer                                                                |
| 1988        |               | Jodie Foster – The Accused Sarah Tobias               | Glenn Close – Legături periculoase – marchiza Isabelle de Merteuil Melanie Griffith – Working Girl – Tess McGill Meryl Streep – A Cry in the Dark – Lindy Chamberlain Sigourney Weaver – Gorillas in the Mist – Dian Fossey |
| 1989        |               | Jessica Tandy – Șoferul Doamnei Daisy Daisy Werthan   | Isabelle Adjani – Camille Claudel – Camille Claudel Pauline Collins – Shirley Valentine – Shirley Valentine-Bradshaw Jessica Lange – Music Box – Ann Talbot Michelle Pfeiffer – The Fabulous Baker Boys – Susie Diamond     |

### Anii 1990
| Pentru anul | Portret actor | Câștigător                                                 | Nominalizați |
| ----------- | ------------- | ---------------------------------------------------------- | --- |
| 1990        |               | Kathy Bates – Misery Annie Wilkes                          | Anjelica Huston – The Grifters – Lilly Dillon Julia Roberts – Pretty Woman – Vivian Ward Meryl Streep – Postcards from the Edge – Suzanne Vale Joanne Woodward – Gloria – India Bridge                                     |
| 1991        |               | Jodie Foster – Tăcerea mieilor Clarice Starling            | Geena Davis – Thelma & Louise – Thelma Dickinson Laura Dern – Rambling Rose – Rose Bette Midler – For the Boys – Dixie Leonard Susan Sarandon – Thelma & Louise – Louise Sawyer                                            |
| 1992        |               | Emma Thompson – Howards End Margaret Schlegel              | Catherine Deneuve – Indochine – Eliane Devries Mary McDonnell – Passion Fish – May-Alice Culhane Michelle Pfeiffer – Love Field – Lurene Hallett Susan Sarandon – Lorenzo's Oil – Michaela Odone                           |
| 1993        |               | Holly Hunter – The Piano Ada McGrath                       | Angela Bassett – What's Love Got to Do with It – Tina Turner Stockard Channing – Six Degrees of Separation – Ouisa Kittredge Emma Thompson – The Remains of the Day – Mary Kenton Debra Winger – Shadowlands – Joy Gresham |
| 1994        |               | Jessica Lange – Blue Sky Carly Marshall                    | Jodie Foster – Nell – Nell Kellty Miranda Richardson – Tom & Viv – Vivienne Haigh-Wood Winona Ryder – Little Women – Jo March Susan Sarandon – The Client – Reggie Love                                                    |
| 1995        |               | Susan Sarandon – Dead Man Walking Helen Prejean            | Elisabeth Shue – Părăsind Las Vegas-ul – Sera Sharon Stone – Casino – Ginger McKenna Meryl Streep – The Bridges of Madison County – Francesca Johnson Emma Thompson – Sense and Sensibility – Elinor Dashwood              |
| 1996        |               | Frances McDormand – Fargo Marge Gunderson                  | Brenda Blethyn – Secrets & Lies – Cynthia Rose Purley Diane Keaton – Marvin's Room – Bessie Kristin Scott Thomas – Pacientul englez – Katharine Clifton Emily Watson – Breaking the Waves – Bess McNeill                   |
| 1997        |               | Helen Hunt – Mai bine nu se poate Carol Connelly           | Helena Bonham Carter – The Wings of the Dove – Kate Croy Julie Christie – Afterglow – Phyllis Mann Judi Dench – Mrs. Brown – regina Victoria Kate Winslet – Titanic – Rose DeWitt Bukater                                  |
| 1998        |               | Gwyneth Paltrow – Shakespeare îndrăgostit Viola De Lesseps | Cate Blanchett – Elizabeth – regina Elisabeta I Fernanda Montenegro – Central Station – Dora Meryl Streep – Mamă și fiică – Kate Gulden Emily Watson – Hilary and Jackie – Jacqueline du Pré                               |
| 1999        |               | Hilary Swank – Boys Don't Cry Brandon Teena                | Annette Bening – American Beauty – Carolyn Burnham Janet McTeer – Tumbleweeds – Mary Jo Walker Julianne Moore – The End of the Affair – Sarah Miles Meryl Streep – Muzica inimii – Roberta Guaspari                        |

### Anii 2000
| Pentru anul | Portret actor | Câștigător                                               | Nominalizați |
| ----------- | ------------- | -------------------------------------------------------- | --- |
| 2000        |               | Julia Roberts – Erin Brockovich                          | Joan Allen – The Contender – senatorul Laine Hanson Juliette Binoche – Chocolat – Vianne Rocher Ellen Burstyn – Requiem pentru un vis – Sara Goldfarb Laura Linney – You Can Count on Me – Sammy Prescott                           |
| 2001        |               | Halle Berry – Monster's Ball Leticia Musgrove            | Judi Dench – Iris – Iris Murdoch Nicole Kidman – Moulin Rouge! – Satine Sissy Spacek – In the Bedroom – Ruth Fowler Renée Zellweger – Bridget Jones's Diary – Bridget Jones                                                         |
| 2002        |               | Nicole Kidman – The Hours Virginia Woolf                 | Salma Hayek – Frida – Frida Kahlo Diane Lane – Infidelitate – Constance 'Connie' Sumner Julianne Moore – Far from Heaven – Cathy Whitaker Renée Zellweger – Chicago – Roxie Hart                                                    |
| 2003        |               | Charlize Theron – Monster Aileen Wuornos                 | Keisha Castle-Hughes – Whale Rider – Paikea Apirana Diane Keaton – Something's Gotta Give – Erika Berry Samantha Morton – In America – Sarah Sullivan Naomi Watts – 21 de grame – Cristina Peck                                     |
| 2004        |               | Hilary Swank – Million Dollar Baby Maggie Fitzgerald     | Annette Bening – Being Julia – Julia Lambert Catalina Sandino Moreno – Maria Full of Grace – María Álvarez Imelda Staunton – Vera Drake – Vera Drake Kate Winslet – Strălucirea eternă a minții neprihănite – Clementine Kruczynski |
| 2005        |               | Reese Witherspoon – Povestea lui Johnny Cash June Carter | Judi Dench – Mrs Henderson Presents – Laura Henderson Felicity Huffman – Transamerica – Sabrina "Bree" Osbourne Keira Knightley – Mândrie și prejudecată – Elizabeth Bennet Charlize Theron – North Country – Josey Aimes           |
| 2006        |               | Helen Mirren – The Queen regina Elisabeta a II-a         | Penélope Cruz – Volver – Raimunda Judi Dench – Jurnalul unui scandal – Barbara Covett Meryl Streep – Diavolul se îmbracă de la Prada – Miranda Priestly Kate Winslet – Little Children – Sarah Pierce                               |
| 2007        |               | Marion Cotillard – La Vie en Rose Édith Piaf             | Cate Blanchett – Elizabeth: The Golden Age – Elisabeta I Julie Christie – Away from Her – Fiona Anderson Laura Linney – The Savages – Wendy Savage Ellen Page – Juno – Juno MacGuff                                                 |
| 2008        |               | Kate Winslet – The Reader Hanna Schmitz                  | Anne Hathaway – Rachel Getting Married – Kym Buchman Angelina Jolie – Schimbul – Christine Collins Melissa Leo – Râul înghețat – Ray Eddy Meryl Streep – Doubt – sora Aloysius Beauvier                                             |
| 2009        |               | Sandra Bullock – The Blind Side Leigh Anne Tuohy         | Helen Mirren – The Last Station – Sofia Tolstoi Carey Mulligan – An Education – Jenny Mellor Gabourey Sidibe – Precious – Claireece "Precious" Jones Meryl Streep – Julie & Julia – Julia Child                                     |

### Anii 2010
| Pentru anul | Portret actor | Câștigător                                                                       | Nominalizați |
| ----------- | ------------- | -------------------------------------------------------------------------------- | --- |
| 2010        |               | Natalie Portman – Lebăda neagră Nina Sayers                                      | Annette Bening – Copiii sunt bine-mersi – dr. Nicole "Nic" Allgood Nicole Kidman – Rabbit Hole – Becca Corbett Jennifer Lawrence – Winter's Bone – Ree Dolly Michelle Williams – Blue Valentine – Cindy Heller       |
| 2011        |               | Meryl Streep – Doamna de Fier Margaret Thatcher                                  | Glenn Close – Albert Nobbs – Albert Nobbs Viola Davis – The Help – Aibileen Clark Rooney Mara – Fata cu un dragon tatuat – Lisbeth Salander Michelle Williams – My Week with Marilyn – Marilyn Monroe                |
| 2012        |               | Jennifer Lawrence – Silver Linings Playbook Tiffany Maxwell                      | Jessica Chastain – Zero Dark Thirty – Maya Emmanuelle Riva – Amour – Anne Laurent Quvenzhané Wallis – Beasts of the Southern Wild – Hushpuppy Naomi Watts – Paradisul spulberat – Maria Bennett                      |
| 2013        |               | Cate Blanchett – Blue Jasmine Jeanette "Jasmine" Francis                         | Amy Adams – Țeapă în stil american – Sydney Prosser / Lady Edith Greensly Sandra Bullock – Misiune în spațiu – Ryan Stone Judi Dench – Philomena – Philomena Lee Meryl Streep – August: Osage County – Violet Weston |
| 2014        |               | Julianne Moore –Still Alice Alice Howland                                        | Marion Cotillard – Two Days, One Night – Sandra Bya Felicity Jones – Teoria întregului – Jane Wilde Hawking Rosamund Pike – Fata dispărută – Amy Elliott-Dunne Reese Witherspoon – Wild – Cheryl Strayed             |
| 2015        |               | Brie Larson –Camera Joy "Ma" Newsome                                             | Cate Blanchett – Carol – Carol Aird Jennifer Lawrence – Joy – Joy Mangano Charlotte Rampling – 45 Years – Kate Mercer Saoirse Ronan – Brooklyn – Eilis Lacey                                                         |
| 2016        |               | Emma Stone –La La Land Mia Dolan                                                 | Isabelle Huppert – Elle – Michèle Leblanc Ruth Negga – Loving – Mildred Loving Natalie Portman – Jackie – Jackie Kennedy Meryl Streep – Florence Foster Jenkins – Florence Foster Jenkins                            |
| 2017        |               | Frances McDormand –Trei panouri publicitare lângă Ebbing, Missouri Mildred Hayes | Sally Hawkins – Forma apei – Elisa Esposito Margot Robbie – I, Tonya – Tonya Harding Saoirse Ronan – Lady Bird – Christine "Lady Bird" McPherson Meryl Streep – The Post: Secretele Pentagonului – Katharine Graham  |
| 2018        |               | Olivia Colman –Favorita Ana a Marii Britanii                                     | Yalitza Aparicio – Roma – Cleodegaria "Cleo" Gutiérrez Glenn Close – The Wife – Joan Castleman Lady Gaga – S-a născut o stea – Ally Maine Melissa McCarthy – Can You Ever Forgive Me? – Lee Israel                   |
| 2019        |               | Renée Zellweger –Judy Judy Garland                                               | Cynthia Erivo – Harriet – Harriet Tubman Scarlett Johansson – Marriage Story – Nicole Barber Saoirse Ronan – Little Women – Josephine "Jo" March Charlize Theron – Bombshell – Megyn Kelly                           |

### Anii 2020
| Pentru anul | Portret actor | Câștigător                                                  | Nominalizați |
| ----------- | ------------- | ----------------------------------------------------------- | --- |
| 2020/2021   |               | Frances McDormand – Nomadland Fern                          | Viola Davis – Ma Rainey's Black Bottom – Ma Rainey Andra Day – The United States vs. Billie Holiday – Billie Holiday Vanessa Kirby – Pieces of a Woman – Martha Weiss Carey Mulligan – Promising Young Woman – Cassandra "Cassie" Thomas |
| 2021        |               | Jessica Chastain – The Eyes of Tammy Faye Tammy Faye Bakker | Olivia Colman – The Lost Daughter – Leda Caruso Penélope Cruz – Parallel Mothers – Janis Martínez Moreno Nicole Kidman – Being the Ricardos – Lucille Ball Kristen Stewart – Spencer – Diana, Prințesă de Wales                          |
| 2022        |               | Michelle Yeoh – Orice, oriunde, oricând Evelyn Quan Wang    | Cate Blanchett – Tár – Lydia Tár Ana de Armas – Blonde – Norma Jeane Andrea Riseborough – To Leslie – Leslie "Lee" Rowlands Michelle Williams – The Fabelmans – Mitzi Fabelman                                                           |
| 2023        |               | Emma Stone – Sărmane creaturi Bella Baxter                  | Annette Bening – Nyad – Diana Nyad Lily Gladstone – Crimele din Osage County. Bani însângerați – Mollie Burkhart Sandra Hüller – Anatomia unei prăbușiri – Sandra Voyter Carey Mulligan – Maestro – Felicia Montealegre                  |
| 2024        |               | Mikey Madison – Anora Anora "Ani" Mikheeva                  | Cynthia Erivo – Vrăjitoarele – Elphaba Thropp Karla Sofía Gascón – Emilia Pérez – Emilia Pérez// Juan "Manitas" Del Monte Demi Moore – The Substance – Elisabeth Sparkle Fernanda Torres – I'm Still Here – Eunice Paiva                 |

## Multiple premii pentru premiul "Cea mai bună actriță"
Katharine Hepburn este cea mai premiată actriță, câștigând patru premii. Frances McDormand a câștigat 3 premii. Treisprezece  actrițe au câștigat două premii Oscar pentru "Cea mai bună actriță": Ingrid Bergman, Bette Davis, Olivia de Havilland, Sally Field, Jane Fonda, Jodie Foster, Glenda Jackson, Vivien Leigh, Luise Rainer, Meryl Streep, Hilary Swank, Elizabeth Taylor și Emma Stone.
Numai două actrițe au câștigat acest premiu în ani consecutivi: Luise Rainer (1937 și 1938) și Katharine Hepburn (1967 și 1968). Șase actrițe au câștigat atât premiul pentru cea mai bună actriță cât și cel pentru cea mai bună actriță în rol secundar: Helen Hayes, Ingrid Bergman, Maggie Smith, Meryl Streep, Jessica Lange și Renée Zellweger.
În istoria acestei categorii a existat un singur baraj. Acest lucru a avut loc în 1969, când li s-a atribuit premiul atât actriței Katharine Hepburn cât și actriței Barbra Streisand. Hepburn și Streisand au primit fiecare exact același număr de voturi.
Jennifer Lawrence, în vârstă de 22 de ani, a devenit cea mai tânără actriță care câștigat vreodată în această categorie, cu rolul ei din Silver Linings Playbook.

## Multiple nominalizări
| 17 nominalizări |
| --- |
| Meryl Streep |
| 12 nominalizări |
| Katharine Hepburn |
| 10 nominalizări |
| Bette Davis |
| 7 nominalizări |
| Greer Garson |
| 6 nominalizări |
| - Ingrid Bergman - Jane Fonda - Deborah Kerr - Sissy Spacek |
| 5 nominalizări |
| - Anne Bancroft - Cate Blanchett - Ellen Burstyn - Judi Dench - Irene Dunne - Susan Hayward - Audrey Hepburn - Jessica Lange - Shirley MacLaine - Susan Sarandon - Norma Shearer - Elizabeth Taylor |
| 4 nominalizări |
| - Annette Bening - Julie Christie - Glenn Close - Olivia de Havilland - Glenda Jackson - Jennifer Jones - Diane Keaton - Nicole Kidman - Marsha Mason - Geraldine Page - Vanessa Redgrave - Rosalind Russell - Barbara Stanwyck - Kate Winslet - Joanne Woodward - Jane Wyman |
| 3 nominalizări |
| - Julie Andrews - Claudette Colbert - Joan Crawford - Faye Dunaway - Joan Fontaine - Jodie Foster - Greta Garbo - Jennifer Lawrence - Frances McDormand - Julianne Moore - Carey Mulligan - Eleanor Parker - Saoirse Ronan - Gloria Swanson - Charlize Theron - Emma Thompson - Michelle Williams - Debra Winger - Renée Zellweger |
| 2 nominalizări |
| - Isabelle Adjani - Jane Alexander - Sandra Bullock - Leslie Caron - Jessica Chastain - Ruth Chatterton - Jill Clayburgh - Olivia Colman - Marion Cotillard - Penélope Cruz - Viola Davis - Marie Dressler - Cynthia Erivo - Sally Field - Janet Gaynor - Holly Hunter - Vivien Leigh - Laura Linney - Sophia Loren - Anna Magnani - Bette Midler - Liza Minnelli - Helen Mirren - Patricia Neal - Michelle Pfeiffer - Natalie Portman - Luise Rainer - Julia Roberts - Gena Rowlands - Simone Signoret - Maggie Smith - Emma Stone - Barbra Streisand - Hilary Swank - Liv Ullmann - Emily Watson - Naomi Watts - Sigourney Weaver - Reese Witherspoon - Natalie Wood - Loretta Young - Renee Zellweger |

Notă: Bette Davis are zece nominalizări. Interpretarea ei din Of Human Bondage nu a fost nominalizată pentru un Oscar. Mai multe persoane influente ale momentului au inclus numele ei pe listă, așa că pentru acel an (și în anul următor, de asemenea) Academia a relaxat regulile și a permis un vot de înscriere. Din punct de vedere tehnic acest lucru a însemnat că orice performanță a fost eligibilă, cu toate acestea, Academia nu recunoaște oficial acest lucru ca o nominalizare pentru Davis.

## Multiple câștigătoare
| Următoarele actrițe au primit două sau mai multe premii Oscar la categoria "Cea mai bună actriță": \| Nr \| Actriță \| \| -- \| ------------------- \| \| 4 \| Katharine Hepburn \| \| 3 \| Frances McDormand \| \| 2 \| Meryl Streep \| \| 2 \| Bette Davis \| \| 2 \| Ingrid Bergman \| \| 2 \| Jane Fonda \| \| 2 \| Elizabeth Taylor \| \| 2 \| Emma Stone \| \| 2 \| Olivia de Havilland \| \| 2 \| Glenda Jackson \| \| 2 \| Jodie Foster \| \| 2 \| Sally Field \| \| 2 \| Vivien Leigh \| \| 2 \| Luise Rainer \| \| 2 \| Hilary Swank \| |                     |
| Nr | Actriță             |
| 4 | Katharine Hepburn   |
| 3 | Frances McDormand   |
| 2 | Meryl Streep        |
| 2 | Bette Davis         |
| 2 | Ingrid Bergman      |
| 2 | Jane Fonda          |
| 2 | Elizabeth Taylor    |
| 2 | Emma Stone          |
| 2 | Olivia de Havilland |
| 2 | Glenda Jackson      |
| 2 | Jodie Foster        |
| 2 | Sally Field         |
| 2 | Vivien Leigh        |
| 2 | Luise Rainer        |
| 2 | Hilary Swank        |

## Recorduri
| Record                         | Actriță           | Film                        | Vârstă | Ref.  |
| ------------------------------ | ----------------- | --------------------------- | ------ | ----- |
| Cea mai în vârstă câștigătoare | Jessica Tandy     | Șoferul Doamnei Daisy       | 80     | [ 2 ] |
| Cea mai în vârstă nominalizată | Emmanuelle Riva   | Amour                       | 85     | [ 2 ] |
| Cea mai tânără câștigătoare    | Marlee Matlin     | Children of a Lesser God    | 21     | [ 2 ] |
| Cea mai tânără nominalizată    | Quvenzhané Wallis | Beasts of the Southern Wild | 9      | [ 2 ] |